# Новенька та інші історії
"Новенька та інші історії" - збірка з 20-ти оповідань української письменниці О. Сайко, опублікована у Видавництві Старого Лева в 2012 році. Ця книга потрапила до фінальної п'ятірки конкурсу "Книга року BBC" у номінації "Дитяча книга року". Одне із оповідань цієї збірки, разом із віршами Ліни Костенко та Мар'яни Савки увійшло до аудіокниги для незрячих дітей (проект "Відчути книгу" фонду Дениса Сілантьєва).

## Сюжет
Збірка складається з двох десятків шкільних історій, у кожній з яких авторка порушує важливі психологічні проблеми або описує ситуації, з яких потрібно шукати вихід. Можна сказати, що книга складається з психологічних моделей, обов'язкових у підлітковому віці. Герої оповідань - тринадцятирічні підлітки, які потрапляють в драматичні обставини і повинні робити рішучий вибір на користь або добра, або зла. Таким чином вони пізнають людей і пізнають себе зокрема. Які методи годяться в боротьбі за перемогу на конкурсі краси? Що робити, коли товариш в біді – бігти за дорослими чи намагатися рятувати самому? Чим «віддячити» не надто доброзичливому учителеві – осудом, а чи співчуттям?.. Саме з такими ситуаціями читач зможе ознайомитись, прочитавши збірку "Новенька та інші історії".

## Історія написання
Письменниця зізнається, що насправді  думала, що спершу вийде її книга з творами для дорослих, та сталось навпаки. Все розпочалось зі співпраці О. Сайко з журналом для підлітків "Сто талантів" при львівському видавництві "Свічадо". Саме для цього журналу й було створено більшість тих оповідань, які увійшли до книги. Авторка гадає, що якби не журнал, то б вона напевне й не повернулась до дитячої прози, чи, радше, наважилась б повернутись, адже, вийшовши з дитячого віку, вона писала лише для дорослих, друкуючи ці твори у літературних журналах. 

## Жанр оповідань
Оповідання, які ввійшли в книгу, часто межують з новелами, оскільки мають стрімкий розвиток подій і наповнені драматизмом. Подеколи це й пригодницькі оповідання, подеколи й новели з гостротою подій та глибоким психологізмом, а іноді - це легкі оповідки з дотепним підходом героїв до якихось ситуацій. 